# Associazione Sportiva Lucchese Libertas 2006-2007
Questa pagina raccoglie le informazioni riguardanti l'Associazione Sportiva Lucchese Libertas nelle competizioni ufficiali della stagione 2006-2007.

## Stagione
Nella stagione 2006-2007 la Lucchese ha partecipato al trentaquattresimo campionato di terza serie della sua storia, nel girone A della Serie C1. Inizia il torneo nel migliore dei modi, con quattro vittorie nelle prime cinque partite, al termine del girone di andata è ancora terza con 28 punti, poi qualcosa si inceppa nei meccanismi di squadra e perde posizioni, a fine gennaio 2007 dopo tre pari di fila, il tecnico Paolo Stringara subentra al posto di Fulvio Pea alla guida della squadra rossonera. ma il bel gioco della prima parte di stagione, resta solo un bel ricordo. Il torneo si chiude all'ottavo posto con 45 punti, ma a nove lunghezze dai Play-off. Miglior marcatore stagionale ancora il pugliese Eupremio Carruezzo con 1 centro in Coppa Italia ed 11 reti in campionato, nella sesta stagione a Lucca. Nella Coppa Italia Nazionale la Lucchese esce nel primo turno, superata dal Cesena (0-1) dopo i tempi supplementari. Mentre nella Coppa Italia di Serie C i rossoneri fanno davvero bene, entrano in scena nel secondo turno, avendo disputato la Coppa Italia dei grandi, dove superano nel doppio confronto il Ravenna. Poi nel terzo turno viene eliminato il San Marino, a gennaio si giocano gli ottavi, e la Lucchese supera la Sanremese, nei quarti di finale a febbraio con grande fatica viene superato anche l'ostacolo Cremonese, ma poi nella Semifinale contro il Cuneo, si ferma il lungo e virtuoso percorso lucchese.

## Rosa
| N. |                      | Ruolo | Calciatore          |
| -- | -------------------- | ----- | ------------------- |
|    | Italia (bandiera)    | P     | Alex Brunner        |
|    | Italia (bandiera)    | P     | Paolo Castelli      |
|    | Francia (bandiera)   | P     | Mathieu Moreau      |
|    | Italia (bandiera)    | D     | Francesco Bellucci  |
|    | Italia (bandiera)    | D     | Maikol Benassi      |
|    | Italia (bandiera)    | D     | Omar Campana        |
|    | Italia (bandiera)    | D     | Michael Carusio     |
|    | Italia (bandiera)    | D     | Luca Ceccarelli     |
|    | Italia (bandiera)    | D     | Giuseppe Geraldi    |
|    | Italia (bandiera)    | D     | Nicholas Guidi      |
|    | Italia (bandiera)    | D     | Francesco Renzetti  |
|    | Svizzera (bandiera)  | C     | Migjen Xhevat Basha |
|    | Argentina (bandiera) | C     | Lucas Correa        |
|    | Mali (bandiera)      | C     | Drissa Diarra       |
|    | Italia (bandiera)    | C     | Flavio Giampieretti |
|    | Mali (bandiera)      | C     | Youssouf Koné       |

| N. |                     | Ruolo | Calciatore              |
| -- | ------------------- | ----- | ----------------------- |
|    | Italia (bandiera)   | C     | Antonio Magnani         |
|    | Italia (bandiera)   | C     | Osvaldo Mannucci        |
|    | Italia (bandiera)   | C     | Franco Micco            |
|    | Italia (bandiera)   | C     | Alessandro Monticciolo  |
|    | Italia (bandiera)   | C     | Marco Napolioni         |
|    | Italia (bandiera)   | C     | Adolfo Daniele Speranza |
|    | Italia (bandiera)   | C     | Emanuele Volpara        |
|    | Italia (bandiera)   | A     | Luca Bonfanti           |
|    | Romania (bandiera)  | A     | Mihai Bosneagu          |
|    | Italia (bandiera)   | A     | Eupremio Carruezzo      |
|    | Svizzera (bandiera) | A     | Julien Chammartin       |
|    | Italia (bandiera)   | A     | Claudio Coralli         |
|    | Italia (bandiera)   | A     | Francesco Di Gennaro    |
|    | Italia (bandiera)   | A     | Simone Masini           |
|    | Italia (bandiera)   | A     | Francesco Nardi         |
|    | Italia (bandiera)   | A     | Salvatore Aurelio       |

## Risultati

### Campionato

#### Girone di andata
| Arbitro: | Tasso (La Spezia) |

|                                                      |           |  |
| Micco 17’ L. Ceccarelli 36’ Coralli 45’ Bonfanti 63’ | Marcatori |  |

| Arbitro: | Meli (Parma) |

|  |           |                        |
|  | Marcatori | 20’ Masini 78’ Geraldi |

| Arbitro: | Grazioli (Maniago) |

|                                 |           |  |
| Bonfanti 67’ Coralli 77’ (rig.) | Marcatori |  |

| Arbitro: | Scoditti (Bologna) |

|              |           |  |
| Ferrigno 80’ | Marcatori |  |

| Arbitro: | Tozzi (Lido di Ostia) |

|                        |           |  |
| Masini 9’ Bonfanti 87’ | Marcatori |  |

| Grosseto 8 ottobre 2006 6ª giornata | Grosseto         | 0 – 0 | Lucchese | Stadio Carlo Zecchini\| Arbitro: \| Pinzani (Empoli) \| |
| Arbitro:                            | Pinzani (Empoli) |       |          |                                                         |

| Arbitro: | Taverna (Taurianova) |

|                          |           |  |
| Pagani 44’ Gambadori 78’ | Marcatori |  |

| Arbitro: | Manna (Isernia) |

|              |           |                |
| Bonfanti 65’ | Marcatori | 35’ Ambrosetti |

| Arbitro: | M. Russo (Milano) |

|             |           |  |
| Geraldi 60’ | Marcatori |  |

| Padova 5 novembre 2006 10ª giornata | Padova            | 0 – 0 | Lucchese | Stadio Euganeo\| Arbitro: \| Forconi (Aprilia) \| |
| Arbitro:                            | Forconi (Aprilia) |       |          |                                                   |

| Arbitro: | Barbirati (Ferrara) |

|  |           |                           |
|  | Marcatori | 47’ Bertolini 64’ Beretta |

| Pizzighettone 19 novembre 2006 12ª giornata | Pizzighettone        | 0 – 0 | Lucchese | Stadio Comunale\| Arbitro: \| Palazzino (Ciampino) \| |
| Arbitro:                                    | Palazzino (Ciampino) |       |          |                                                       |

| Arbitro: | Tommasi (Bassano del Grappa) |

|                                                               |           |  |
| Bonfanti 10’ Magnani 13’ Carruezzo 68’ Masini 76’ Coralli 89’ | Marcatori |  |

| Arbitro: | La Rocca (Ercolano) |

|               |           |  |
| Stampatti 12’ | Marcatori |  |

| Arbitro: | Corletto (Castelfranco Veneto) |

|                                             |           |                      |
| Carruezzo 5’ Masini 23’, 36’, 52’ Micco 88’ | Marcatori | 2’ (rig.) Carparelli |

| Arbitro: | Mannella (Avezzano) |

|                              |           |                      |
| Gennari 6’, 55’ Collauto 51’ | Marcatori | 37’ (rig.) Carruezzo |

| Arbitro: | Lioce (Molfetta) |

|                      |           |  |
| Carruezzo 61’ (rig.) | Marcatori |  |

#### Girone di ritorno
| Arbitro: | Peruzzo (Schio) |

|              |           |               |
| M. Vieri 44’ | Marcatori | 65’ Carruezzo |

| Arbitro: | Paparazzo (Catanzaro) |

|                       |           |             |
| Cherubin 90+4’ (aut.) | Marcatori | 2’ Cherubin |

| San Giovanni Valdarno 29 gennaio 2007 20ª giornata | Sangiovannese   | 0 – 0 | Lucchese | Stadio Virgilio Fedini\| Arbitro: \| Vuoto (Livorno) \| |
| Arbitro:                                           | Vuoto (Livorno) |       |          |                                                         |

| Lucca 4 febbraio 2007 21ª giornata | Lucchese        | 0 – 0 | Pisa | Stadio Porta Elisa\| Arbitro: \| C. Russo (Nola) \| |
| Arbitro:                           | C. Russo (Nola) |       |      |                                                     |

| Arbitro: | Scoditti (Bologna) |

|  |           |                      |
|  | Marcatori | 1’ Micco 21’ Magnani |

| Arbitro: | Tommasi (Bassano del Grappa) |

|                      |           |                              |
| Micco 42’ Correa 68’ | Marcatori | 55’ Dal Rio 90+4’ E.M. Amore |

| Arbitro: | Gallione (Alessandria) |

|           |           |           |
| Micco 40’ | Marcatori | 78’ Selva |

| Arbitro: | Barletta (Bernalda) |

|                           |           |  |
| Temelin 29’ D. Marino 46’ | Marcatori |  |

| Massa 18 marzo 2007 26ª giornata | Massese              | 0 – 0 | Lucchese | Stadio degli Oliveti\| Arbitro: \| Palazzino (Ciampino) \| |
| Arbitro:                         | Palazzino (Ciampino) |       |          |                                                            |

| Arbitro: | Gallione (Alessandria) |

|  |           |                |
|  | Marcatori | 70’ Sinigaglia |

| Arbitro: | Candussio (Cervignano del Friuli) |

|                                        |           |                                 |
| Bertolini 21’ Iacopino 83’ Beretta 85’ | Marcatori | 17’ Carruezzo 41’ F. Di Gennaro |

| Arbitro: | Giancola (Vasto) |

|              |           |              |
| Carruezzo 7’ | Marcatori | 64’ Chomakov |

| Arbitro: | Tagarelli (Termoli) |

|          |           |              |
| Guidi 2’ | Marcatori | 16’ Veronese |

| Arbitro: | Scoditti (Bologna) |

|                                                 |           |               |
| Carruezzo 20’, 59’ F. Di Gennaro 48’ Correa 82’ | Marcatori | 28’ Andreotti |

| Arbitro: | Stallone (Foggia) |

|                                           |           |                                 |
| Carotti 5’ Zanoletti 18’ M. Stendardo 67’ | Marcatori | 38’ F. Di Gennaro 50’ Carruezzo |

| Arbitro: | Ferrandini (Sondrio) |

|               |           |             |
| Carruezzo 32’ | Marcatori | 75’ M. Moro |

| Arbitro: | Pagano (Torre Annunziata) |

|                            |           |                     |
| Motta 22’ Venturelli 45+2’ | Marcatori | 37’ Micco 59’ Guidi |

### Coppa Italia
| Arbitro: | Velotto (Grosseto) |

|  |           |            |
|  | Marcatori | 103’ Pellè |

### Coppa Italia di Serie C
| Arbitro: | Grazioli (Maniago) |

|                     |           |                          |
| F. Volpe 50’ (rig.) | Marcatori | 56’ Monticciolo 61’ Koné |

| Arbitro: | Tasso (La Spezia) |

|           |           |  |
| Basha 44’ | Marcatori |  |

| Arbitro: | Bo (Genova) |

|  |           |             |
|  | Marcatori | 85’ Carusio |

| Arbitro: | Nicodano (Milano) |

|                                                  |           |                         |
| Coralli 40’ F. Di Gennaro 51’ Volpara 75’ (rig.) | Marcatori | 63’ (aut.) Giampieretti |

| Arbitro: | Gallione (Alessandria) |

|           |           |                        |
| Campi 82’ | Marcatori | 13’ (rig.), 42’ Masini |

| Arbitro: | Merchiori (Ferrara) |

|                             |           |  |
| F. Di Gennaro 37’ Basha 69’ | Marcatori |  |

| Arbitro: | C. Russo (Nola) |

|                                   |           |                                  |
| Carparelli 17’ (rig.), 63’ (rig.) | Marcatori | 60’ (rig.), 65’ Correa 80’ Guidi |

| Arbitro: | Andolfatto (Bassano del Grappa) |

|  |           |            |
|  | Marcatori | 84’ Azizou |

| Arbitro: | Zanardo (Conegliano) |

|                                     |           |                     |
| Iacona 26’ R. Riva 58’ D. Rossi 62’ | Marcatori | 72’ (aut.) Fabbrini |

| Arbitro: | Mannella (Avezzano) |

|                        |           |                |
| Guidi 5’ Carruezzo 40’ | Marcatori | 73’ E. Ferrari |

## Statistiche

### Statistiche di squadra
| Competizione         | Punti | In casa | In casa | In casa | In casa | In casa | In casa | In trasferta | In trasferta | In trasferta | In trasferta | In trasferta | In trasferta | Totale | Totale | Totale | Totale | Totale | Totale | DR  |
| Competizione         | Punti | G       | V       | N       | P       | Gf      | Gs      | G            | V            | N            | P            | Gf           | Gs           | G      | V      | N      | P      | Gf     | Gs     | DR  |
| -------------------- | ----- | ------- | ------- | ------- | ------- | ------- | ------- | ------------ | ------------ | ------------ | ------------ | ------------ | ------------ | ------ | ------ | ------ | ------ | ------ | ------ | --- |
| Serie C1             | 45    | 17      | 8       | 7       | 2       | 31      | 13      | 17           | 2            | 8            | 7            | 13           | 19           | 34     | 10     | 15     | 9      | 44     | 32     | +12 |
| Coppa Italia         |       | 0       | 0       | 0       | 0       | 0       | 0       | 1            | 0            | 0            | 1            | 0            | 1            | 1      | 0      | 0      | 1      | 0      | 1      | -1  |
| Coppa Italia Serie C |       | 5       | 4       | 0       | 1       | 8       | 6       | 5            | 4            | 0            | 1            | 9            | 4            | 10     | 8      | 0      | 2      | 17     | 10     | +7  |
| Totale               |       | 22      | 12      | 7       | 3       | 39      | 19      | 23           | 6            | 8            | 9            | 22           | 24           | 45     | 18     | 15     | 12     | 61     | 43     | +18 |

### Andamento in campionato
| Giornata  | 1 | 2 | 3 | 4 | 5 | 6 | 7 | 8 | 9 | 10 | 11 | 12 | 13 | 14 | 15 | 16 | 17 | 18 | 19 | 20 | 21 | 22 | 23 | 24 | 25 | 26 | 27 | 28 | 29 | 30 | 31 | 32 | 33 | 34 |
| --------- | - | - | - | - | - | - | - | - | - | -- | -- | -- | -- | -- | -- | -- | -- | -- | -- | -- | -- | -- | -- | -- | -- | -- | -- | -- | -- | -- | -- | -- | -- | -- |
| Luogo     | C | T | C | T | C | T | T | C | C | T  | C  | T  | C  | T  | C  | T  | C  | T  | C  | T  | C  | T  | C  | C  | T  | T  | C  | T  | C  | T  | C  | T  | C  | T  |
| Risultato | V | V | V | P | V | N | P | N | V | N  | P  | N  | V  | P  | V  | P  | V  | N  | N  | N  | N  | V  | N  | N  | P  | N  | P  | P  | N  | N  | V  | P  | N  | N  |
| Posizione | 1 | 2 | 2 | 2 | 2 | 2 | 3 | 4 | 3 | 4  | 4  | 4  | 3  | 4  | 4  | 5  | 3  | 4  | 4  | 5  | 7  | 4  | 6  | 5  | 7  | 7  | 8  | 8  | 8  | 8  | 8  | 8  | 8  | 8  |

Legenda:

Luogo: C = Casa; T = Trasferta. Risultato: V = Vittoria; N = Pareggio; P = Sconfitta.